# Ionian
Die Ionian war ein 1901 in Dienst gestellter Transatlantikliner der britisch-kanadischen Reederei Allan Line, der im Passagier- und Frachtverkehr zwischen Kanada und Großbritannien eingesetzt wurde. Am 20. Oktober 1917 lief das Schiff bei Milford Haven an der walisischen Küste auf eine von einem deutschen U-Boot gelegte Seemine und sank. Sieben Menschen kamen ums Leben. 

## Das Schiff
Das 8.268 BRT große Dampfschiff Ionian wurde auf der Werft Workman, Clark im nordirischen Belfast gebaut und lief dort am 12. September 1901 vom Stapel. Das 143,3 Meter lange und 17,4 Meter breite Schiff hatte einen Schornstein, vier Masten und zwei Propeller und war mit zwei dreizylindrigen Dreifachexpansions-Dampfmaschinen der Bauwerft ausgestattet, die 604 nominale PS (nhp) leisteten und eine Geschwindigkeit von 14 Knoten ermöglichten. Es konnten 132 Reisende in der Ersten, 160 in der Zweiten und 800 in der Dritten Klasse befördert werden. 
Am 21. November 1901 lief die Ionian in Liverpool zu ihrer Jungfernfahrt nach Halifax und St. John aus. Ab dem 15. Mai 1902 fuhr sie von Liverpool nach Quebec und Montreal. Ab dem 27. Mai 1905 war Glasgow der Startpunkt, während Quebec und Montreal die Zielhäfen blieben. In den folgenden Jahren wechselten sich Liverpool und Glasgow als Ausgangspunkte der Überfahrten ab. 
1909 wurden die Passagierunterkünfte des Dampfers umgebaut und die Erste Klasse wurde in diesem Zuge vollständig abgeschafft. Fortan wurden 325 Passagiere der Zweiten und weiterhin 800 in der Dritten Klasse transportiert. Am 25.  April 1902 lief die Ionian zum ersten Mal von London über den Atlantik aus. Die letzte Fahrt in Friedenszeiten startete am 30. Juli 1914. Anschließend wurde das Passagierschiff kriegsbedingt in einen Truppentransporter umgerüstet. Sie brachte fortan Truppen via Sueskanal nach Bombay. Als die Allan Line 1917 an die Canadian Pacific Line verkauft wurde, ging auch die Ionian an die neuen Eigner über, blieb aber weiterhin im Dienst als Truppenschiff. 

## Versenkung
Am 20. Oktober 1917 befand sich die Ionian als zur eigenen Verteidigung bewaffneter Armed Merchant Cruiser auf einer weiteren Truppenfahrt von Liverpool nach Plymouth, als sie zwei Seemeilen westlich von St. Govan’s Head an der Küste von Pembrokeshire (Wales) auf eine Seemine lief, die von dem deutschen U-Boot SM UC 51 (Oberleutnant zur See Hans Galster) gelegt worden war. Das Schiff sank auf der Position 51° 35'N, 4° 59'W; sieben Menschen kamen dabei ums Leben. Die Ionian war das größte durch UC 51 versenkte Schiff. 